# Hexatoma kempi
Hexatoma kempi är en tvåvingeart. Hexatoma kempi ingår i släktet Hexatoma och familjen småharkrankar.

## Underarter
Arten delas in i följande underarter:
- H. k. kempi
- H. k. longior